# Pueblo chakma

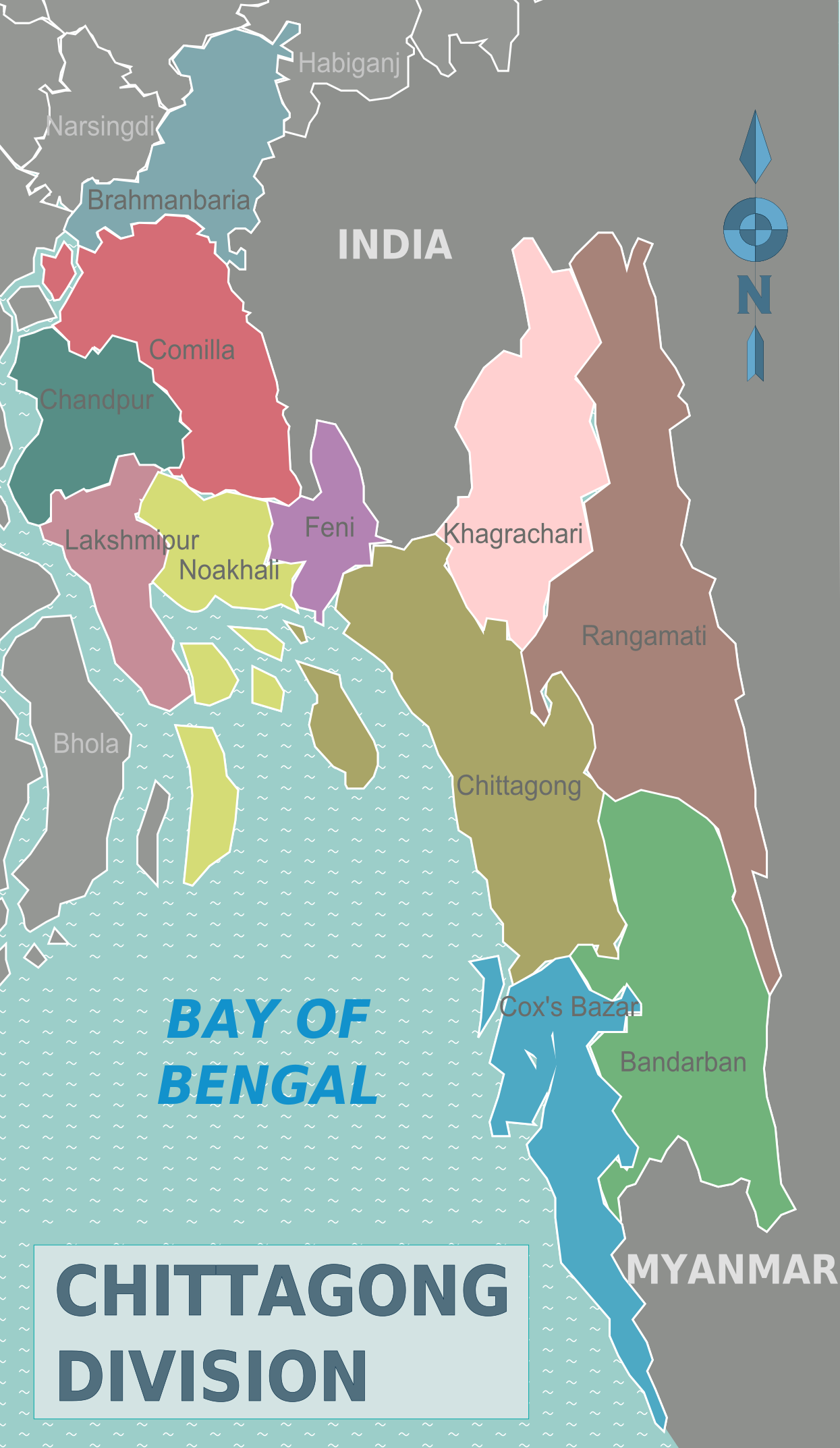
Mapa codificado por colores de los distritos de la División de Chittagong en Bangladés, incluidos los Chittagong Hill Tracts en la frontera más oriental con India y Myanmar.

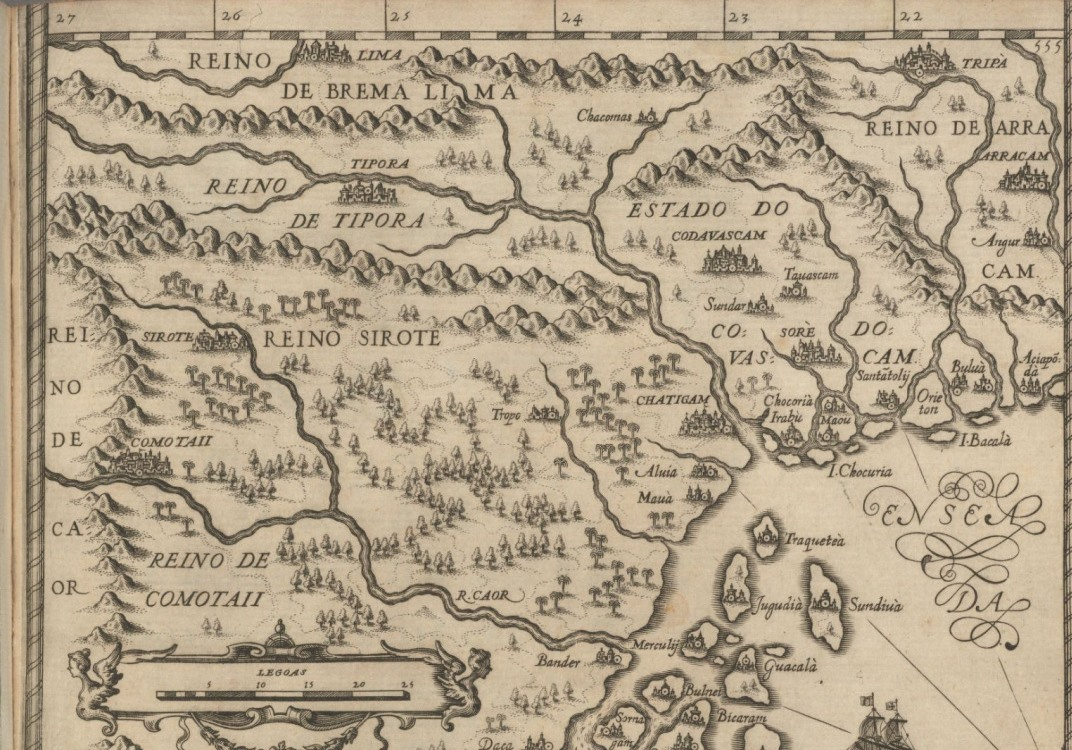
Mapa portugués de Chittagong Hill Tracts. Chacomas en la orilla oriental del río Karnaphuli y Arracan (actual estado de Rakhine de Myanmar) se pueden ver en el extremo derecho

El pueblo chakma, es un grupo nativo de las regiones más orientales del subcontinente indio, es el grupo étnico más numeroso en la región de Chittagong Hill Tracts, en el sudeste de Bangladés, y en Mizoram (India) Consejo del Distrito Autónomo de Chakma), es el segundo grupo étnico más numeroso, y en Tripura, India, son el cuarto grupo étnico más grande, y tienen una población considerable en otras partes del noreste de la India, como por ejemplo, alrededor de 50 mil chakmas en Arunachal Pradesh, India, cuya primera generación había emigrado allí en 1964 después de la tragedia de la presa de Kaptai, y 20-30 mil chakmas están en Assam, India. Su etnia está estrechamente vinculada a los pueblos de Asia oriental. Sin embargo, la lengua Chakma (escrita en la escritura Chakma) es parte de la familia de lenguas indo-arias del subcontinente indio. La mayoría de los chakma son seguidores del budismo Therevada. Los chakmas se dividen en 46 clanes o Gozas. La comunidad está encabezada por el Chakma Raja, cuya condición de jefe de la tribu ha sido reconocida históricamente por el Gobierno de la India británica y el Gobierno de Bangladés.
Se cree que los chakmas, según su historia oral, emigraron a AraKan desde el antiguo reino de Magadha, que forma parte del actual estado de Bihar, en la India. Se cree que también forman parte del clan Sakya de Buda de las tribus del Himalaya. Después de muchas luchas para sobrevivir, emigraron gradualmente a Arakan, y extendieron su territorio a las colinas cercanas de Chittagong Hill Tracts. Firmaron un tratado con Mughal Bengal en 1717.
El gobierno de la India británica proporcionó autonomía tribal a la zona, que continuó después de la partición de la India. Durante la construcción de la presa de Kaptai en el decenio de 1960, muchos asentamientos de Chakma quedaron sumergidos debido a la creación del lago artificial Kaptai. A mediados del decenio de 1970, la erupción del conflicto de Chittagong Hill Tracts hizo que algunos pueblos chakma se asentaran permanentemente en la NEFA (Organismo de Fronteras del Nordeste (actual Arunachal Pradesh) del Gobierno Central de la India, ya que la antigua NEFA estaba poco poblada y era en su mayor parte un bosque denso. También tienen identificaciones religiosas cercanas a las de las tribus locales como Singphos y Kamtis de la NEFA. Las autoridades pensaron entonces que esto les ayudaría a establecer una vida pacífica y armoniosa. El conflicto terminó en 1997 con el Acuerdo de Paz de Chittagong Hill Tracts. 
Hoy en día, las comunidades chakma se encuentran en Bangladés, India y Myanmar. En Myanmar el pueblo Chakma es conocido como el pueblo Daingnet. Los chakma también sirven como oficiales y embajadores en el cuerpo militar y diplomático de Bangladés.